# 아르헨티노사우루스

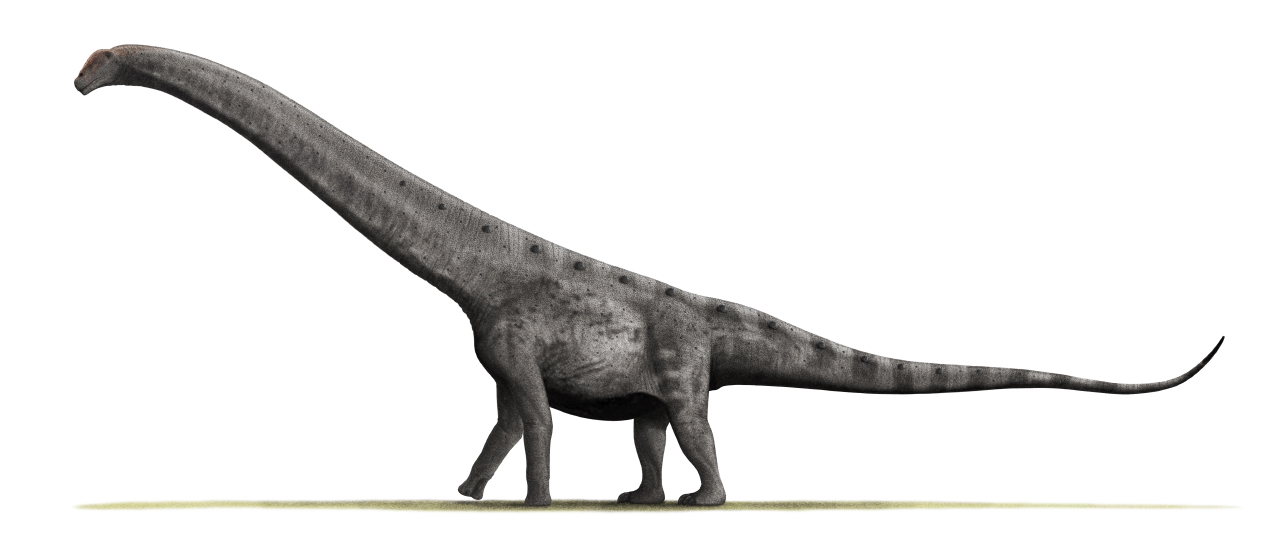
복원

아르헨티노사우루스(Argentinosaurus)는 중생대 백악기 후기, 오늘날 남미에 서식한 공룡이다. 지구상에 살았던 육지동물 중 가장 큰 것으로 추정되는 공룡 중 하나이다. 학명은 아르헨티나의 도마뱀이며 티타노사우루스과에 속한다. 푸에르타사우루스와 함께 남미에서 거대한 용각류중에 하나이며 이 공룡은 약 1억 년 전이었던 백악기 중기에 남아메리카에 나타났으며 몸길이가 최대 35m에 몸무게는 65~80t 사이로 추정된다. 식성은 초식이다.
1987년 아르헨티나 네우켄주에서 최초로 화석이 발견되었기 때문에 붙여졌으며 1993년에 기재되었다. 최근 복원된 화석은 남아메리카에서 발견되었다.

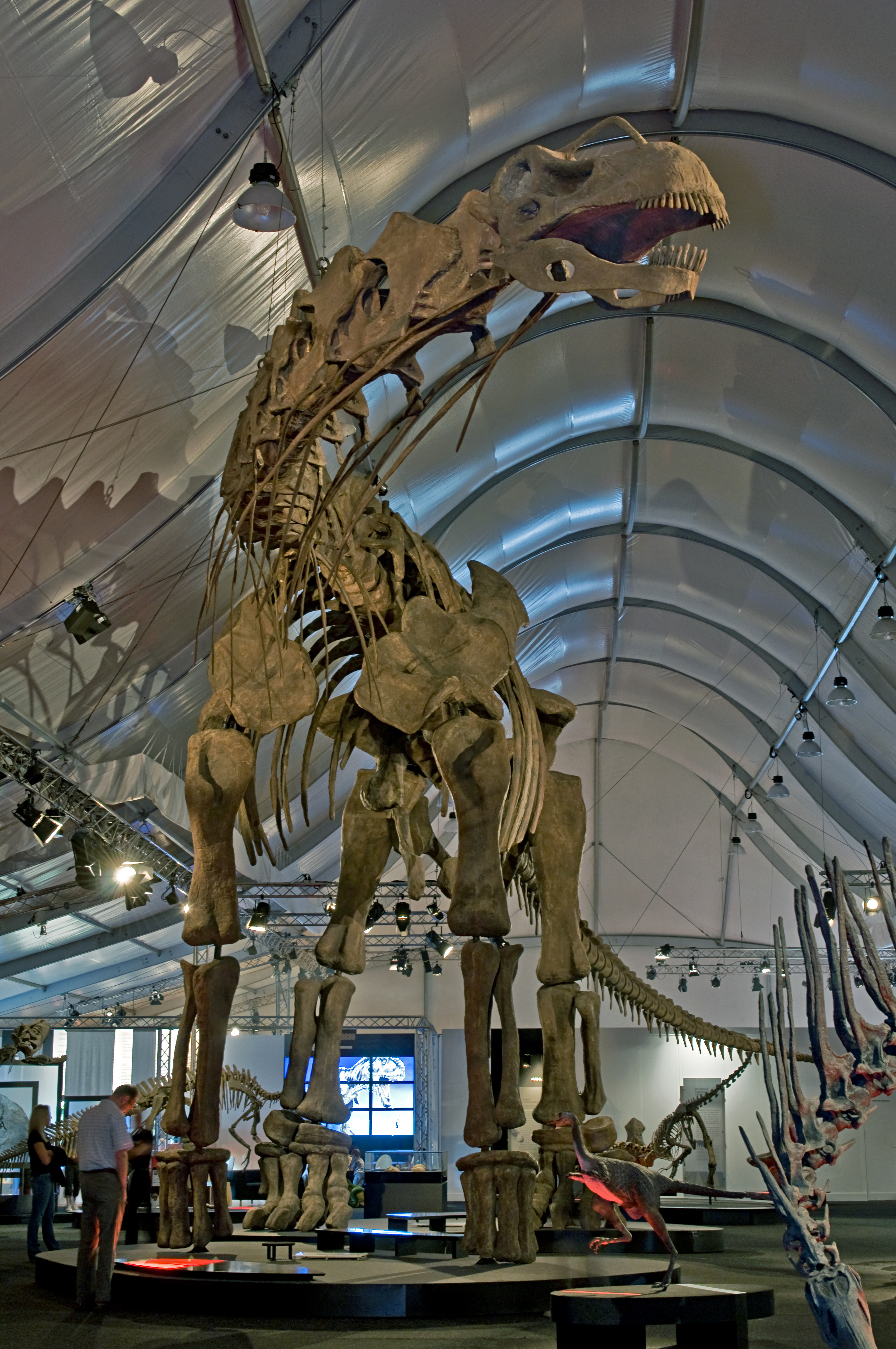
독일 젠켄베르크 자연사박물관의 아르헨티나사우루스 화석

## 크기
아르헨티노사우루스의 크기는 화석이 단편적이기 때문에 정확하지는 않으나, 몸길이는 35m 정도로 추정되며 몸무게는 65~80t으로 추정된다.